# جادسون جي. هارت
جادسون جي. هارت هو سياسي أمريكي، ولد في 13 يونيو 1842، وتوفي في 16 يناير 1913. نشط حزبياً في الحزب الجمهوري. وقد انتخب عضو جمعية ولاية ويسكونسن ‏.